# Maria Ambròsia d'Àustria
Maria Ambròsia de la Concepció d'Àustria (Madrid, 7 de desembre de 1655-20 de desembre de 1655) va ser una infanta d'Espanya, morta prematurament al cap de tretze dies de néixer.
Nascuda a Madrid el 7 de desembre de 1655. Va ser filla dels rei Felip IV de Castella i de la seva segona muller Maria Anna d'Àustria, la segona del matrimoni i la novena del monarca castellà. La infanta només va viure durant tretze dies, però va haver-hi temps per a batejar-la. No obstant això, des del moment del naixement se sabia que no trigaria gaire temps a morir a causa del seu estat físic raquític i l'absència de ganes de menjar. Finalment, la seva mort va succeir el dia 20 del mateix mes. Dos dies més tard va ser conduïda i depositada al Panteó dels Infants del Reial Monestir de San Lorenzo del Escorial.